# Novus ordo seclorum
Izraz Novus ordo seclorum (hrv. Novi poredak vjekova) pojavljuje se na stražnjoj strani grba SAD-a, dizajniranog 1782., a tiska se i na poleđini američkog dolara od 1935. Izraz se također pojavljuje i na poslovnoj školi Sveučilišta Yale. Izraz krivo tumače zagovaratelji teorije zavjere kao Novi svjetski poredak (onda bi zapravo glasilo na latinskom Novus Ordo Mundi) ili Novi sekularni poredak.

## Porijeklo i značenje
Izraz je izvučen iz četvre strofe Bukolike rimskoga književnika Publija Vergilija Marona, a cijela strofa glasi ovako (redovi 5.-8.) gdje piše:
| Latinski                                    | Hrvatski                                         |
| ------------------------------------------- | ------------------------------------------------ |
| Ultima Cumaei venit iam carminis aetas;     | Dolazi posljednja era Sibyline pjesme;           |
| Magnus ab integro saeclorum nascitur ordo.  | Veliki poredak vjekova je rođen svjež.           |
| iam redit et Virgo, redeunt Saturnia regna, | I sad se vraća pravda, časna pravila se vraćaju; |
| iam nova progenies caelo demittitur alto.   | Nova loza je poslana s visokih nebesa.           |

Srednjovjekovni kršćani su za Virgilijeve pjesme smatrali da proriču Kristov dolazak. U augustskom razdoblju Rimskoga Carstva, iako prije Krista, za pjesme se također smatralo da proriču zlatno doba i dolazak Krista. Veliki rimski pjesnici uzeti su kao glasnici koji pjevaju o dolasku Krista.
Riječ seclorum ne znači "sekularni", kao što neki pretpostavljaju, već je genitiv množine riječi saeculum, što znači generacija, vijek ili stoljeće. Saeculum je bila riječ koja označava "razdoblje, svijet", a u kasnijem kršćanskom latinskom, riječ "secular" izvedena je iz riječi secularis. Međutim, adjektiv "secularis" znači "svjetski" i nije jednak množini u nominativu "seclorum" koja znači "godina, stoljeća"
Tako da moto Novus ordo seclorum može biti preveden kao "Novi poredak vjekova", a to je predložio Charles Thomson, stručnjak za latinski jezik koji je sudjelovao u dizajniranju grba SAD-a, kako bi obilježio "gradnju američke ere" nakon Dana nezavisnosti.

## Vanjske poveznice
- Great Seal Mottoes - Novus ordo seclorum